# Club Deportivo Mirandés
Il Club Deportivo Mirandés è una società calcistica con sede a Miranda de Ebro (Burgos), in Castiglia e León, in Spagna. Gioca nella Segunda División, la seconda serie del campionato spagnolo.

## Storia
È conosciuta anche come la squadra dei miracoli, per le sue imprese dentro e fuori dal campo. Durante la stagione 2011-12 la squadra castigliana, dopo aver ottenuto il record di imbattibilità della propria porta (833' senza concedere gol) e 17 incontri senza sconfitte, balza agli onori delle cronache e guadagna l'attenzione della stampa nazionale e internazionale per essere riuscita ad arrivare alle semifinali della Copa del Rey. La cavalcata dei rossoneri, dopo aver battuto avversari più blasonati, come Villarreal, Racing Santander ed Espanyol, si ferma in semifinale, dove vengono sconfitti dall'Athletic Bilbao. Al termine della stagione ottiene la prima e storica promozione in Segunda División.
L'impresa extra-sportiva arriva invece il 30 luglio 2013, data in cui sarebbe scaduto il termine per iscrivere la squadra al campionato. Quando mancavano solo quattro ore alla scadenza perentoria e improcrastinabile della mezzanotte, dirigenti, giocatori e tifosi accorsi a sostenere la società, riuscirono a racimolare la consistente cifra di 1.400.000 euro. Questa situazione si era venuta a creare in quanto un presunto uomo d'affari, tale Vicente España, aveva assicurato di coprire personalmente la cifra occorrente per l'iscrizione, ma al momento in cui questi soldi dovevano essere versati si scoprì che quel conto corrente era vuoto. A sole quattro ore dalla scadenza vennero riaperte le banche fuori orario, con la Policia Nacional che si mise a disposizione, tanto da consentire alle 23:57 di effettuare il versamento richiesto ed inviarlo alla Lega Spagnola.
La stagione si conclude invece con la retrocessione all'ultima giornata, salvo poi riuscire a mantenere la categoria grazie al declassamento del Real Murcia per problemi amministrativi. Nella stagione 2015-16 riesce a raggiungere i quarti di finale di Coppa del Re, battendo squadre di categoria superiore come Malaga e Deportivo La Coruña. Nella stagione 2019-20 in Coppa del Re, riesce a battere squadre di categoria superiore come Celta Vigo, Siviglia e Villarreal, per poi arrendersi in semifinale contro la Real Sociedad.

## Cronistoria

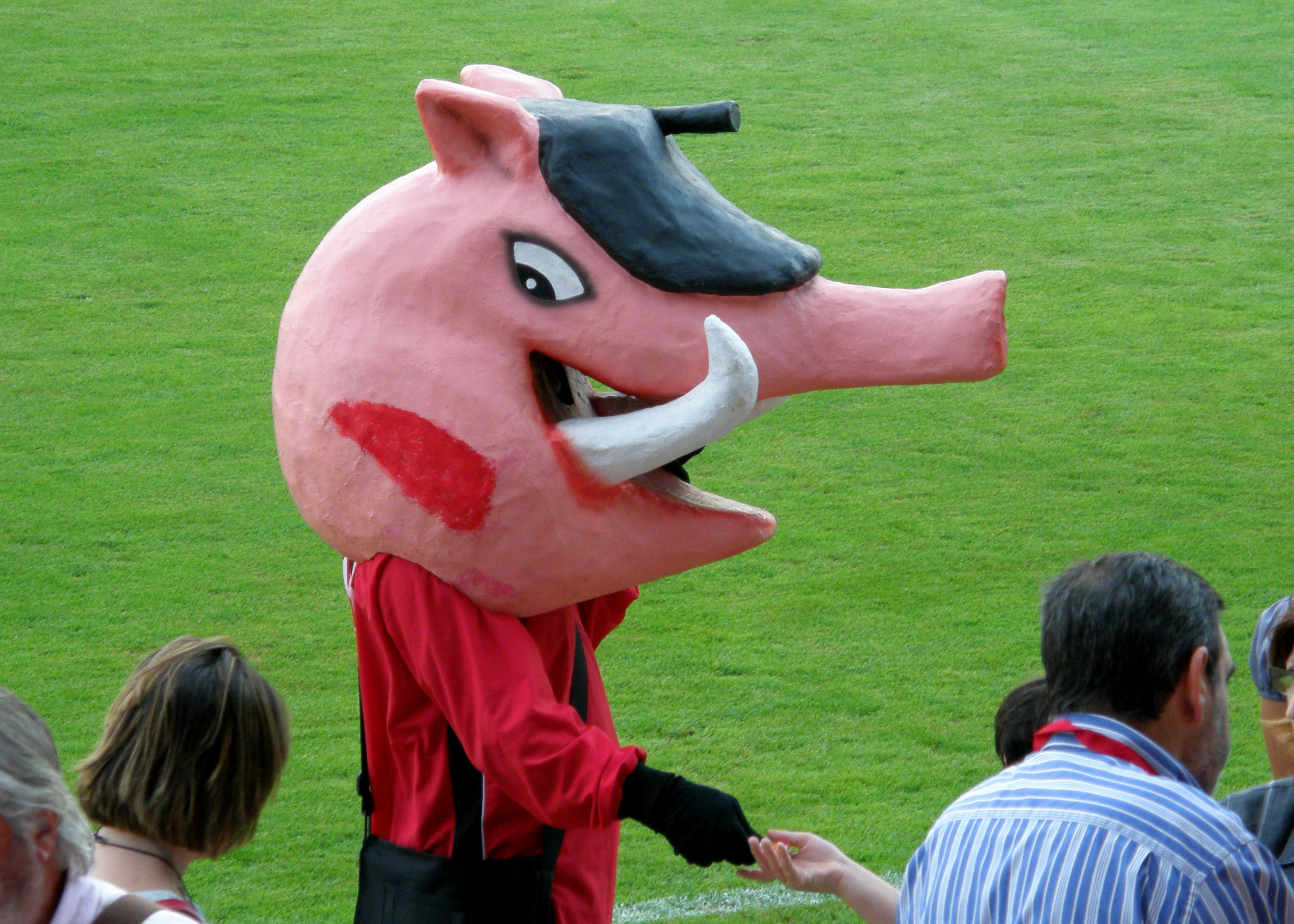
Jabato, la mascotte della società

## Palmarès

### Competizioni nazionali
- Segunda División B: 2

2011-2012, 2017-2018 (gruppo II)
- Tercera División: 4

1988-1989, 2002-2003, 2006-2007, 2007-2008
- Copa Federación de España: 1

2018-2019

### Altri piazzamenti
- Coppa di Spagna:

Semifinalista: 2011-2012, 2019-2020
- Segunda División B:

Secondo posto: 2010-2011 (gruppo II)
Terzo posto: 1978-1979 (gruppo I), 2003-2004 (gruppo II), 2018-2019 (gruppo 1)
- Tercera División:

Secondo posto: 1957-1958, 2000-2001, 2005-2006, 2008-2009
Terzo posto: 1952-1953, 1986-1987, 1992-1993, 1999-2000

## Statistiche e record

### Partecipazioni ai campionati
- 1ª División: 0 stagioni
- 2ª División: 6 stagioni
- 2ª División B: 15 stagioni
- 3ª División: 50 stagioni

## Organico

### Rosa 2024-2025
Aggiornata al 2 giugno 2025.
| N. |                      | Ruolo | Calciatore         |
| -- | -------------------- | ----- | ------------------ |
| 1  | Spagna (bandiera)    | P     | Luis López         |
| 2  | Spagna (bandiera)    | D     | Hugo Rincón        |
| 3  | Spagna (bandiera)    | D     | Julio Alonso       |
| 4  | Spagna (bandiera)    | D     | Unai Egiluz        |
| 5  | Spagna (bandiera)    | D     | Tachi              |
| 6  | Spagna (bandiera)    | C     | Jon Gorrotxategi   |
| 7  | Spagna (bandiera)    | A     | Adrián Butzke      |
| 8  | Spagna (bandiera)    | C     | Carlo Adriano      |
| 9  | Argentina (bandiera) | A     | Joaquín Panichelli |
| 10 | Spagna (bandiera)    | C     | Alberto Reina      |
| 11 | Spagna (bandiera)    | A     | Álex Calvo         |
| 13 | Spagna (bandiera)    | P     | Raúl Fernández     |

| N. |                    | Ruolo | Calciatore     |
| -- | ------------------ | ----- | -------------- |
| 15 | Spagna (bandiera)  | D     | Pablo Tomeo    |
| 17 | Spagna (bandiera)  | A     | Urko Izeta     |
| 19 | Francia (bandiera) | C     | Mathis Lachuer |
| 20 | Spagna (bandiera)  | C     | Ander Martín   |
| 21 | Spagna (bandiera)  | D     | Sergio Postigo |
| 22 | Spagna (bandiera)  | D     | Juan Gutiérrez |
| 27 | Spagna (bandiera)  | A     | Joel Roca      |
| 28 | Spagna (bandiera)  | A     | Alberto Dadie  |
| 29 | Spagna (bandiera)  | A     | Iker Benito    |
| 31 | Spagna (bandiera)  | P     | Ale Gorrin     |
| 33 | Spagna (bandiera)  | D     | Victor Parada  |